# Sixt SE

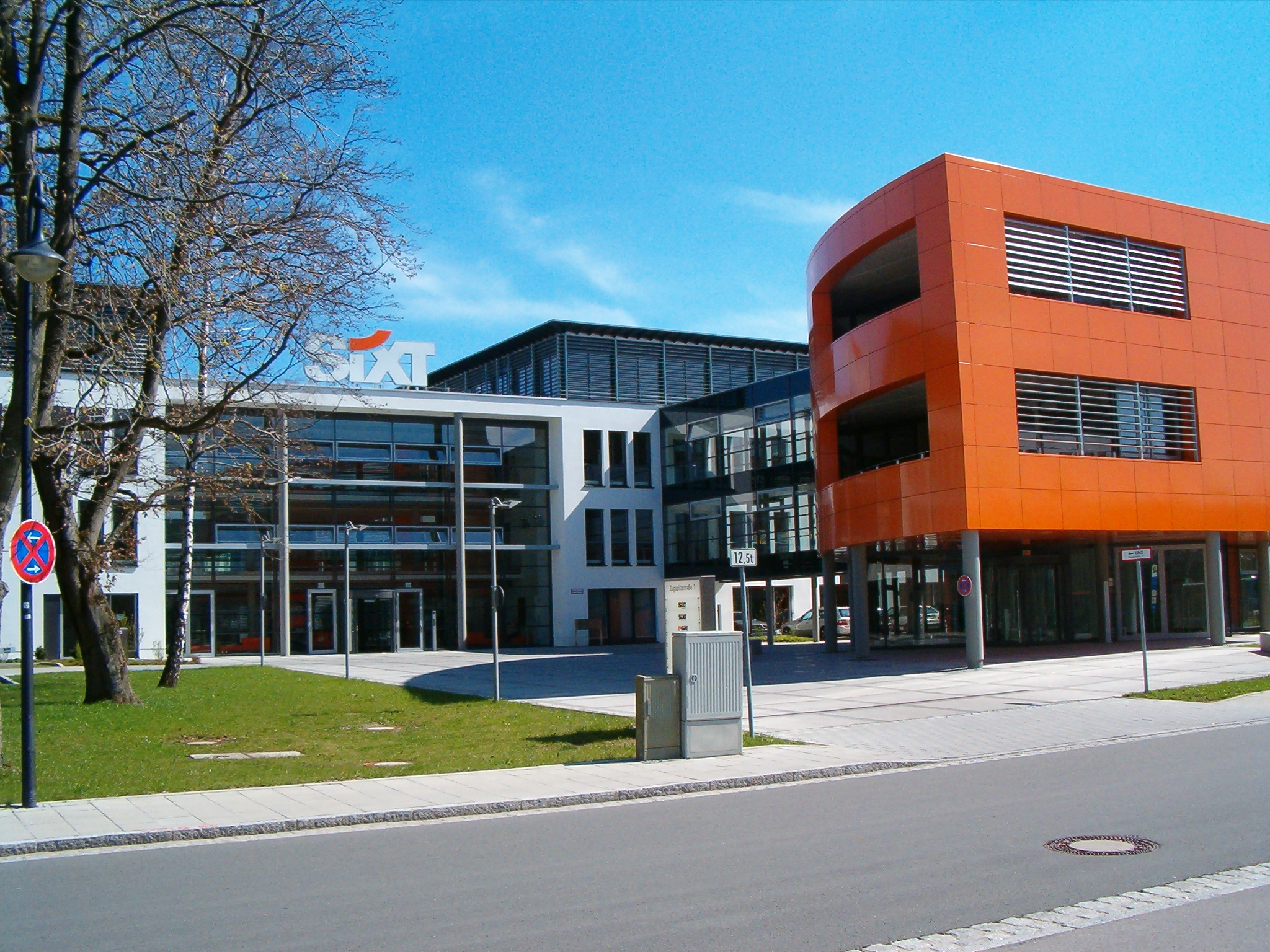
Hauptsitz des Konzerns in Pullach bei München

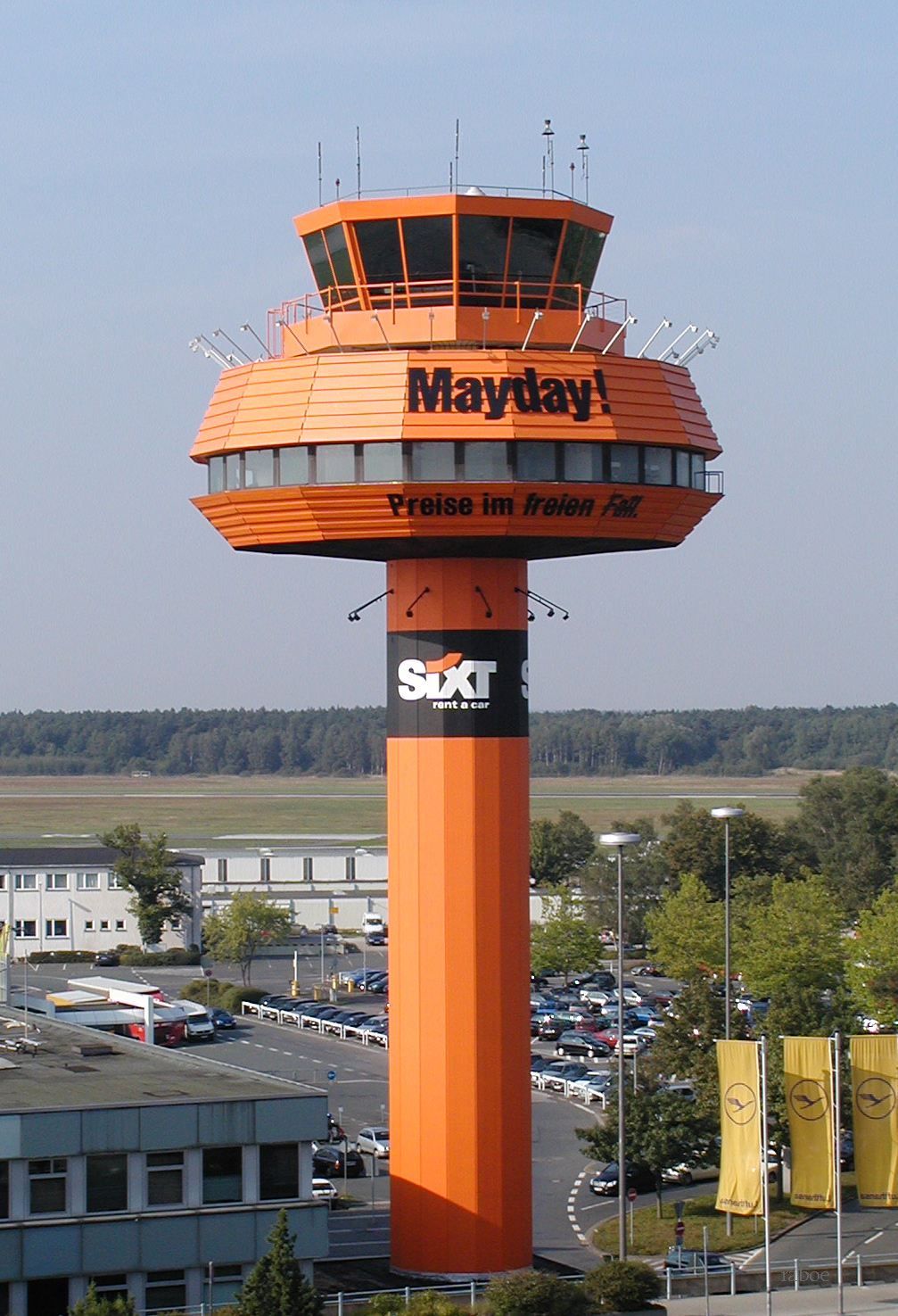
Der alte Tower in Hannover mit Sixt-Werbung

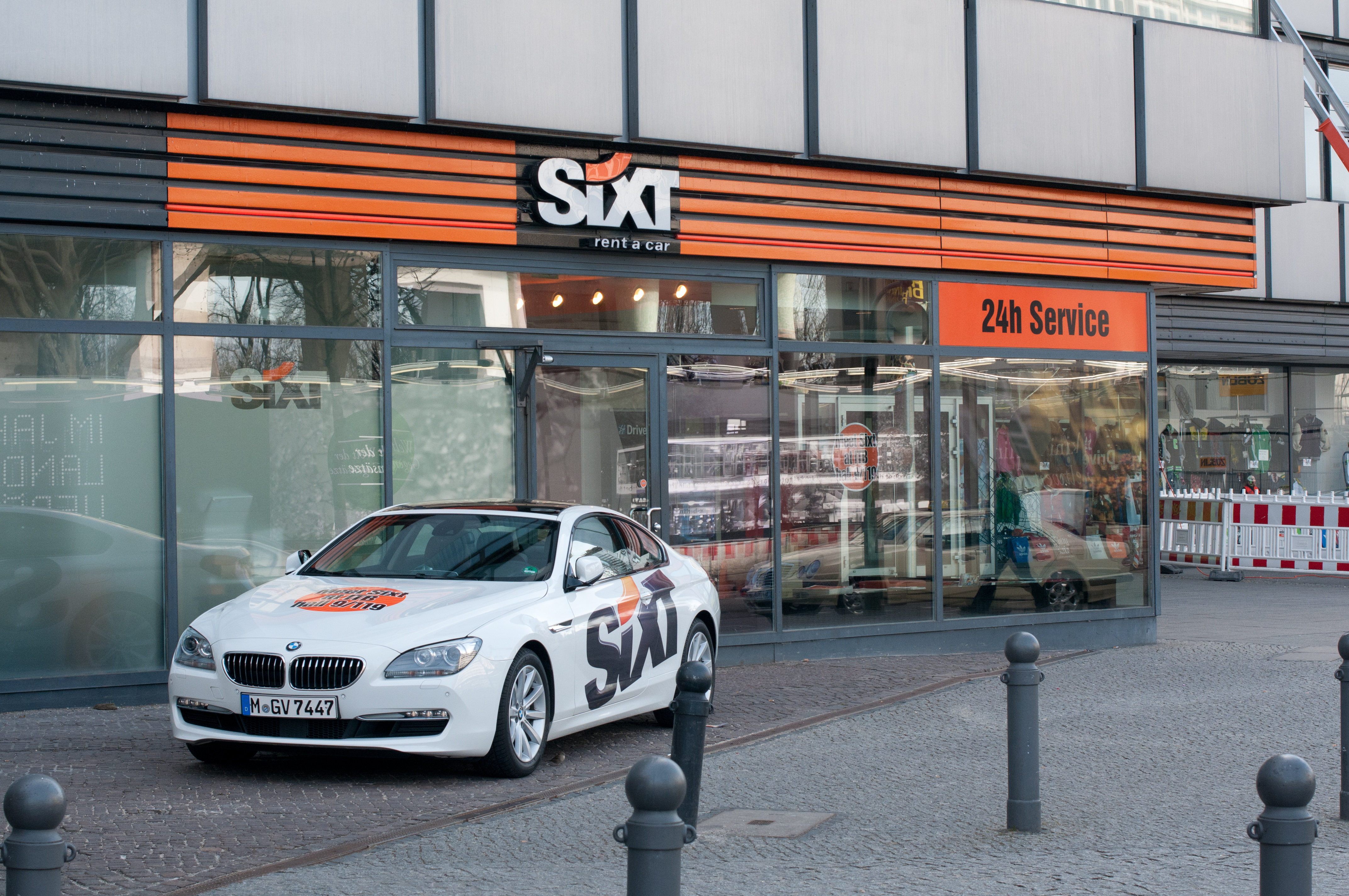
Filiale am Breitscheidplatz Berlin (Europacenter)

Die Sixt SE mit Sitz in Pullach im Isartal ist ein internationaler börsennotierter, familiengeführter Konzern, der in Autovermietung, Carsharing und Fahrdienstvermittlung tätig ist.

## Geschichte
Im Jahr 1912 gründete Martin Sixt mit einem Fuhrpark von drei Automobilen die Martin Sixt Autofahrten. Es war nach eigenen Angaben die erste Autovermietung Bayerns. Zielgruppe der Luxusfahrzeug-Vermietung mit einem Deutz Landaulet de Luxe und zwei Daimler-Fahrzeugen waren vermögende ausländische Kunden. Im Februar 1919 kaufte Martin Sixt ein Gebäude in der Seitzstraße 11 in München, das auch heute noch eine Sixt-Filiale beherbergt. Während des Ersten Weltkrieges wurde die aus sieben Fahrzeugen bestehende Flotte konfisziert und inklusive der Fahrer dem Deutschen Heer unterstellt. Martin Sixt baute das Unternehmen nach Kriegsende wieder auf und übertrug es 1927 an seinen Neffen Hans Sixt. Aufgrund der Schwierigkeit, Ersatzteile für ausländische Fahrzeuge zu beschaffen, setzte Sixt ab 1929 nur noch Mercedes-Fahrzeuge ein. Bei Ausbruch des Zweiten Weltkriegs 1939 wurde die Fahrzeugflotte von der Wehrmacht erneut requiriert.

### Entwicklung nach dem Zweiten Weltkrieg
1948 eröffnete das Unternehmen in München ein Taxigeschäft mit den ersten Funktaxis Europas. 1951 wurde die Autovermietung Auto Sixt gegründet. Im April 1966 eröffneten die ersten Filialen am Flughafen Frankfurt Main und München-Riem. Ab 1967 bot Sixt als erstes deutsches Unternehmen Leasing-Fahrzeuge an. 1969 übernahm Erich Sixt die Führung des Unternehmens mit 200 Fahrzeugen. Im selben Jahr nahm er auch Lkws in das Angebot mit auf. 1976 trat Regine Sixt ins Unternehmen ein und schloss Verträge mit allen großen Fluggesellschaften und Hotelketten ab. Im folgenden Jahr gründete das Unternehmen an allen großen deutschen Flughäfen Filialen. Ab 1977 war Sixt zudem Lizenznehmer der amerikanischen Autovermietung Budget. 1982 firmierte Auto Sixt in Sixt Autovermietung GmbH um. 1986 wurde das Unternehmen unter dem Namen Sixt AG in eine deutsche Aktiengesellschaft umgewandelt und an der Börse gehandelt. 1988 wurde als Tochterunternehmen die Sixt Leasing GmbH gegründet. 1989 eröffnete das Unternehmen in der Schweiz erstmals eine Tochtergesellschaft außerhalb Deutschlands. Der Umsatz stieg von 19 Millionen D-Mark im Jahr 1981 auf 149 Millionen D-Mark im Jahr 1988.

### Internationale Expansion seit 1990
Ab 1991 begann die Expansion mit Franchisenehmern verstärkt international. 1993 lagerte das Unternehmen das operative Geschäft von der AG in ein weiteres Tochterunternehmen, die Sixt GmbH & Co Autovermietung KG, aus. Die Sixt AG fungierte danach als Holding des Konzerns. 1993 übernahm Sixt den Konkurrenten Autoverleih Buchbinder, führte die Marke eine Zeit lang integriert weiter und stellte sie schließlich ein. Sixt sicherte sich die Namensrechte an Buchbinder nicht. Buchbinder wurde danach neu gegründet und etablierte sich erneut am Markt. Seit 2017 gehört Buchbinder zu Europcar. In den 1990er Jahren stieg Sixt zum größten deutschen Autovermieter auf. 1997 öffnete es 150 Filialen in Frankreich und weitere Filialen an Flughäfen in Großbritannien. 1998 folgten unter anderem mit Tunesien, Marokko und Neuseeland erstmals außereuropäische Länder. Mit rund 1500 Mitarbeitern und über 1000 Filialen in Europa erzielte das Unternehmen 1998 einen Umsatz von rund 4,6 Milliarden D-Mark. Aufgrund der internationalen Expansion und einem folgenden Rechtsstreit beendeten Sixt und Budget ihre Kooperation im Jahr 1999. Ebenfalls im Jahr 1999 schlossen Sixt und der amerikanische Anbieter Dollar Rent A Car eine Kooperation. 2000 fokussierte Sixt alle seine Internet-Aktivitäten in dem neugegründeten Tochterunternehmen e-Sixt, das unter anderem eine Internet-Plattform zum Mieten, Kaufen und Leasen von Fahrzeugen anbot.
In den Jahren 2001 bis 2003 expandierte Sixt in den Nahen Osten sowie in verschiedene Länder Afrikas. Das Unternehmen gründete 2003 unter der Marke Sixti einen Low-Budget-Service, der später in DriveNow aufging. Im selben Jahr musste sich die Aktiengesellschaft eines Angriffs des Hedge-Fonds-Managers Florian Homm erwehren, der auf einen sinkenden Aktienkurs spekulierte. Der Angriff endete für Homm mit einer Geldstrafe wegen Kursmanipulation. Ebenfalls 2006 versuchte Sixt, den Konkurrenten Europcar zu übernehmen, dessen Eigentümer Volkswagen ihn zum Kauf anbot. Neben kartellrechtlichen Bedenken (Sixt hatte zu diesem Zeitpunkt etwa 23 Prozent Marktanteil, Europcar 22 Prozent) gab es auch Widerstand seitens des Europcar-Betriebsrats, der einen Personalabbau nach der Fusion befürchtete. Volkswagen entschied sich schließlich für das Angebot des französischen Finanzinvestors Eurazeo.
Ab 2007 gründete Sixt über seine Tochtergesellschaft sixt e-ventures verschiedene Online-Plattformen und -dienste. Dazu zählten unter anderem die Auto-Community Carmondo, die Aktien-Community Stockflock (später MyStocks), das Blitzer-Warnsystem Radalert, der Weineinlagerungsservice Winebase sowie Autohaus24. Die Dienste Stockflock, Radalert und Winebase wurden später eingestellt. Im Jahr 2009 kaufte Auto Bild 19,9 Prozent der Anteile an Autohaus24 und Carmondo. Im Zuge dieser Kooperation wurde Autohaus24.de um redaktionelle Inhalte von Auto Bild erweitert und Carmondo in Autobild.de integriert. Im selben Jahr übernahm Alexander Sixt die Leitung der Konzernentwicklung des Unternehmens.

### Entwicklung seit 2010
2010 bot Sixt erstmals Elektroautos an. 2011 eröffnete das Unternehmen in Florida seine erste Filiale in den USA. Am 9. Juni 2011 gründeten Sixt und BMW den Carsharing-Anbieter DriveNow als Joint Venture. 2012 zog Auto Bild die bereits 2009 vereinbarte Option seine Anteile an Autohaus24 auf 50 Prozent zu erhöhen.
Anfang 2013 gründete das Unternehmen den Chauffeur-Dienst myDriver. Im August 2013 wurde die Sixt AG in die Rechtsform einer Europäischen Gesellschaft (Societas Europaea) umgewandelt und heißt seitdem Sixt SE. Im Rahmen der Umwandlung wurde im Jahr 2013 ein europäischer Betriebsrat („Sixt Europa-Mitarbeiterforum“) gegründet.
Im Mai 2015 brachte die Sixt SE ihre Tochtergesellschaft Sixt Leasing SE an die Frankfurter Wertpapierbörse. Nach dem Börsengang lag der Eigentumsanteil der Sixt SE bei 41,9 %, der Streubesitzanteil bei 58,1 %. 2020 verkaufte die Sixt SE ihren verbliebenen Anteil von knapp 42 % an die „Hyundai Capital Bank Europe“.
Im Jahr 2016 wurden die Dienste myDriver und DriveNow auch außerhalb Deutschlands aktiv.
Im Mai 2016 übernahm Sixt alle Anteile an Autohaus24.de von Auto Bild.
Anfang 2018 veräußerte Sixt seinen 50-Prozent-Anteil an DriveNow für 209 Millionen Euro an BMW. Im September 2018 kündigte das Unternehmen an, rund 100 Millionen Euro in den Ausbau seiner Mobilitätsservices zu investieren. Im Februar 2019 startete das Unternehmen unter der Marke SIXT share einen neuen Carsharing-Dienst, der neben bestimmten Geschäftsgebieten deutschlandweit die Sixt-Filialen als Abgabestationen nutzt. Gleichzeitig führte Sixt eine neue App ein, die die Angebote Autovermietung, Carsharing sowie Fahrdienste in einer Applikation verband.
Im September 2021 kündigten Mobileye und Sixt an, ab dem Jahr 2022 einen Taxidienst mit selbstfahrenden Fahrzeugen anbieten zu wollen. Gestartet würde der Probelauf im Großraum München. Der Dienst sei unter anderem über die App von Sixt buchbar. Ende 2021 expandierte das Unternehmen über eine Partnerschaft mit dem australischen Automobilclub National Roads & Motorists’ Association nach Australien. 160 Stationen und insgesamt 16.000 Fahrzeuge fahren somit unter der Marke Sixt im Franchiseverfahren.
Die Sixt-Aktie stieg zum 21. März 2022 vom Börsenindex SDAX in den MDAX auf.
Im Oktober 2022 wurde angekündigt, dass Sixt und der chinesische Autobauer BYD eine langfristige Partnerschaft vereinbart haben. Sixt will bis 2028 mehr als 100.000 Autos von BYD kaufen. Auch Pläne außerhalb Europas sind ein Thema.

## Unternehmen
Das Unternehmen ist mit mehr als 8700 Mitarbeitern in über 100 Ländern präsent. Inklusive der Fahrzeuge der Franchisenehmer und weiterer Kooperationspartner hatte das Unternehmen im Geschäftsjahr 2023 durchschnittlich 308.300 Fahrzeuge im Bestand.

### Geschäftsfelder
Der Sixt-Konzern umfasst die Autovermietung, Carsharing, Fahrdienstleistungen sowie ein Auto-Abo.

#### SIXT rent
In Deutschland unterhält das Unternehmen rund 500 Verleihstationen. Weltweit sind es mehr als 2000 Autovermietungs-Filialen. Außerhalb Europas und den USA ist Sixt durch Franchise- und Kooperationspartner vertreten. Das Angebot gliedert sich dabei in die Vermietung von Wagen und Lkws sowie die dazugehörigen Service-Angebote oder Möglichkeiten zur Einwegmiete.

#### SIXT share

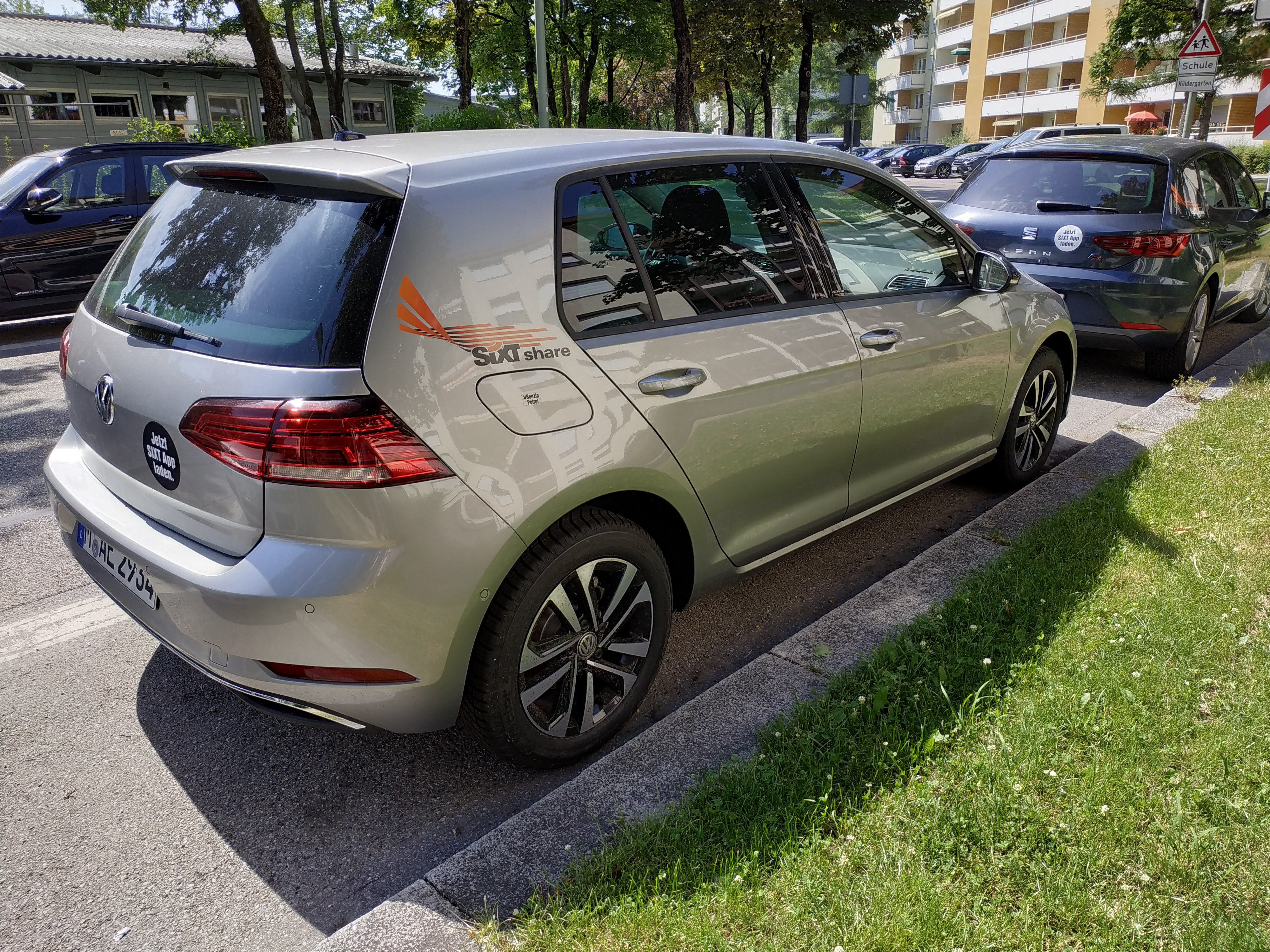
Ein Auto von SIXT Share in München, 2019

Beim Carsharing-Angebot von Sixt können Kunden in den Städten Berlin, Hamburg und München, in den Niederlanden sowie an ausgewählten Stationen in verschiedenen Städten Autos minuten- oder tageweise mieten. Seit Juni 2023 können Kunden über die Sixt App auch Autos des Kooperationspartners Miles buchen.
In den Geschäftsgebieten können Kunden das an der Straße geparkte Auto per App öffnen und nutzen. Neben dem erneuten Abstellen des Autos im Geschäftsgebiet nach Nutzung, kann das Auto auch an einer der Sixt-Stationen außerhalb des jeweiligen Geschäftsgebietes im Anmietland abgegeben werden. Auch eine Anmietung von E-Scootern über das Partnerunternehmen Tier ist in vielen Städten möglich.

#### SIXT ride
Gemeinsam mit Partnern bietet Sixt über seine App Kunden in 550 Städten (Stand 2022) die Möglichkeit Taxis, Limousinen mit Chauffeur oder andere Fahrdienste zu nutzen. Dazu kooperiert das Unternehmen in Deutschland mit dem Taxigewerbe. In den USA zählt etwa der Vermittlungsdienst Lyft oder Blacklane, in Lateinamerika, Portugal und Spanien Cabify zu den Partnern.

#### SIXT+
Beim Auto-Abonnement Sixt+ erhält man einen Neuwagen gegen Bezahlung einer monatlichen Rate, die übliche Nebenkosten eines eigenen Autos bereits beinhaltet. Das Auto kann online gebucht werden und das Abonnement ist nach einer Mindestlaufzeit von 30 Tagen monatlich kündbar. Es fällt zudem eine Einmalgebühr an, deren Höhe von der gebuchten Fahrzeugklasse abhängig ist. Sie entspricht häufig jedoch in etwa einer Monatsrate. Das Angebot ist in Deutschland und 11 weiteren Ländern verfügbar (Stand 2022).

### Unternehmensleitung
2015 verlängerte der Aufsichtsrat den Vorstandsvertrag von Erich Sixt bis zum Jahr 2020. Zugleich wurden Alexander Sixt und Konstantin Sixt zu zusätzlichen Vorstandsmitgliedern bestellt. Seit Februar 2015 wurde Sixt somit von fünf (vorher drei) Vorstandsmitgliedern geführt. Zum Termin der Hauptversammlung am 16. Juni 2021 schied Erich Sixt aus dem Vorstand aus, dessen Vorsitz seither von Alexander Sixt und Konstantin Sixt gemeinsam gebildet wird. Erich Sixt wurde in den Aufsichtsrat gewählt. Seit 1. Juni 2024 besteht der Vorstand der Sixt SE aus:
- Alexander Sixt (Co-Vorstandsvorsitzender, Organisation, Strategie, Tech/IT und Produktentwicklung)
- Konstantin Sixt (Co-Vorstandsvorsitzender, Vertrieb, Marketing, International Franchise Development)
- Franz Weinberger (Finanzen und Controlling)
- Nico Gabriel (Operations)
- Vinzenz Pflanz (Globaler Vertrieb)

### Kennzahlen
| [ 61 ]                              | 2023  | 2022  | 2021  | 2020  | 2019  | 2018  | 2017  | 2016  | 2015  | 2014  |
| ----------------------------------- | ----- | ----- | ----- | ----- | ----- | ----- | ----- | ----- | ----- | ----- |
| Konzernumsatz (Mio. Euro)           | 3.621 | 3.066 | 2.282 | 1.532 | 3.306 | 2.930 | 2.603 | 2.413 | 2.179 | 1.796 |
| Konzernüberschuss (Mio. Euro)       | 464   | 550   | 442   | 2     | 247   | 439   | 204   | 157   | 128   | 110   |
| Mitarbeiter (im Jahresdurchschnitt) | 8.735 | 7.509 | 6.399 | 6.921 | 8.748 | 7.540 | 6.685 | 6.212 | 5.120 | 4.308 |

### Auszeichnungen
Das Unternehmen ist bekannt für seine Werbe-Installationen an Flughäfen. Der Preis für die beste Flughafenwerbung 2013 ging an Sixt.
2015 wurde die Familie Sixt von der Fachzeitschrift Werben & Verkaufen mit dem Deutschen Medienpreis 2015 als „Medienpersönlichkeit des Jahres“ ausgezeichnet.
2017 und 2018 belegte Sixt den ersten Platz beim Wettbewerb Top Service Deutschland in der Kategorie B2C. Der Preis wird von der Wirtschaftszeitung Handelsblatt gemeinsam mit dem Beratungsunternehmen ServiceRating sowie der Universität Mannheim vergeben. Sixt wurde 2018 zudem für seine Dienstleistungen in verschiedenen Ländern, unter anderem für Deutschland, Österreich und die Schweiz, als beste Autovermietung im Rahmen der World Travel Awards ausgezeichnet. Gemeinsam mit seiner Werbeagentur, Jung von Matt, erhielt Sixt den Best-of-Show-Award in der Kategorie Evergreen der GWA Effie Awards 2018.

## Werbekampagnen
Sixt setzte früh auf markante Werbesprüche. Während der Hyperinflation nach dem 1. Weltkrieg warb Sixt mit dem Spruch „20 Billionen Mark pro Tag – Dieses Mercedes-Automobil können Sie schlichtweg als geschenkt betrachten“. Ab Mitte der 1980er Jahre wurden die Werbekampagnen unter Beteiligung von Jean-Remy von Matt Teil der Markenidentität des Unternehmens und zunehmend provokanter. Die Expansion innerhalb Deutschlands unterstützte Sixt mit der ersten großen Kampagne „Mieten Sie einen Mercedes zum Preis eines Golfs. Buchen Sie First Class, zahlen Sie Economy.“
Kontrovers wurde Anfang der 1990er Jahre die Kampagne mit dem Slogan „Neid und Missgunst für 99 Mark“ unter dem Bild eines Porsche diskutiert. Der Deutsche Werberat bewertete den Spruch als Appell an niedere Instinkte und sprach sich für die Beendigung der Kampagne aus. Obwohl die Kampagne nach einmaligem Erscheinen nicht fortgeführt wurde, zählt sie zu den bekanntesten des Unternehmens.
Nachdem 1999 Oskar Lafontaine als Bundesfinanzminister und SPD-Vorsitzender zurückgetreten war, warb Sixt mit Porträts der Kabinettsmitglieder unter der Regierung Schröder und strich dabei das von Lafontaine durch. Das Bild wurde begleitet mit dem Spruch: „Sixt verleast auch Autos für Mitarbeiter in der Probezeit.“ Daraufhin verklagte Oskar Lafontaine das Unternehmen, der seine Persönlichkeitsrechte verletzt sah. Der Konzern wurde 2004 vom Oberlandesgericht Hamburg zur Zahlung von 100.000 Euro Schadenersatz an Lafontaine verurteilt. Das Urteil wurde 2006 vom Bundesgerichtshof aufgehoben und die Klage des Politikers abgewiesen.
2001 warb das Unternehmen mit einem Motiv von Angela Merkel für ein Cabrio. Links zu sehen war sie mit normalem, herabhängendem Haar und rechts mit wilder, hochstehender Frisur. Dies wurde begleitet mit den Sprüchen: „Lust auf eine neue Frisur?“ „Mieten Sie sich ein Cabrio“. Laut der Fachzeitschrift Horizont gehört die Kampagne zu den „meistbesprochenen Anzeigen Deutschlands“. Die Zeitung Die Welt bezeichnete die Kampagne als bekannteste des Unternehmens.
Im Jahr 2007 wurde Sixt für eine getarnte Werbekampagne mit dem Titel „Geh zur Armee“ scharf kritisiert. Zum Bildmotiv eines offenen Jeeps mit Soldaten wurde der Slogan „Erlebe, was Kameradschaft bedeutet, zeige dem Feind seine Grenzen und fahre noch günstiger Cabrio als bei Sixt“ präsentiert. So sollte mit Nachwuchsproblemen und Ausrüstungsmängeln bei der Bundeswehr gespielt werden. Außerdem wurde ohne deutliche Kennzeichnung von Sixt als Urheber auf eine von der Werbeagentur Jung von Matt eingerichtete Website gehzurarmee.de verwiesen. Unmittelbar nach Start der Werbung wurden in Afghanistan drei Bundeswehrsoldaten durch einen Selbstmordanschlag getötet. Nach öffentlicher Kritik zogen Unternehmen und Werbeagentur die Werbekampagne zurück.
Ebenfalls im Jahr 2007 setzte Sixt den Streik der Gewerkschaft Deutscher Lokomotivführer in den Mittelpunkt und bedankte sich bei deren damaligem Vorsitzenden: „Danke, Manfred Schell!“. Laut der Zeitung Die Welt war Sixt rundum den Bahnstreik an Bahnhöfen zu „100 Prozent ausgelastet“. Nach dem Bekanntwerden der Steuerhinterziehung von Klaus Zumwinkel im Jahr 2008 tauchte Werbung für Kleintransporter mit der Überschrift „Für alle, die jetzt noch schnell Akten wegzuschaffen haben“ auf.
Anlässlich des Diebstahls der Dienstlimousine der Bundesgesundheitsministerin Ulla Schmidt während ihres Urlaubs in Spanien erschien am 27. Juli 2009 eine Werbung mit einem Bild der Ministerin und dem Text „Mit dem Dienstwagen in Urlaub? Es gibt Sixt doch auch in Alicante! Ab € 29,- pro Tag inklusive Diebstahlversicherung“. Das Bundesgesundheitsministerium äußerte sich laut Presseberichten nicht zu der Anzeige.
2010 griff Sixt den Größenunterschied zwischen Carla Bruni und ihrem Ehemann, dem damaligen französischen Präsidenten, Nicolas Sarkozy auf: „Machen Sie es wie Madame Bruni. Nehmen Sie sich einen kleinen Franzosen. Zum Beispiel den Citroën C3 Picasso!“. 2011 kritisierte das Unternehmen die Euro-Politik der damaligen Bundesregierung und griff in seiner Werbung die Hilfen für Griechenland auf: „Liebe Griechen, Sixt akzeptiert wieder Drachmen! (Das BMW 1er Cabrio ab 26.900,- Drachmen/Tag)“. In einem Interview des Spiegels bereute Erich Sixt die Kampagne später und kündigte an, sich nicht mehr  in dem Maße in „die große Politik“ einzumischen. Laut dem Interview schlug dem Unternehmen durch die Kampagne der „blanke Hass“ entgegen.
Nach der Freilassung von Gustl Mollath im Jahr 2013 verwendete Sixt für eine Kampagne ein Porträt Mollaths mit dem Slogan „‚Wenn hier jemand verrückt ist, dann der Sixt mit seinen Preisen.‘ – Gustl Mollath –“. Dafür wurde Sixt von diversen Seiten kritisiert. Später entschuldigte sich der Vorstandsvorsitzende Erich Sixt in einem persönlichen Brief bei Mollath. Das kritisierte Werbemotiv werde zudem nicht mehr weiterverbreitet.
Als die FDP bei der Bundestagswahl 2013 nicht in den Bundestag einzog, griff Sixt dies in einer Anzeige mit dem Spruch unter einem Mercedes Cabrio auf: „Mehr Sitze als die FDP.“ Laut der Fachzeitschrift Horizont hatte die Anzeige das Potenzial, um im Internet zu einem viralen Hit zu werden.
GDL-Chef Weselsky wurde von Sixt aufgrund des Bahnstreiks im November 2014 zum Mitarbeiter des Monats gekürt. Im Mai 2015 wiederholte Sixt nach einem erneuten Streikaufruf der GDL die Werbung mit Weselsky in ähnlicher Form und gratulierte ihm dabei zur erfolgreichen Titelverteidigung als „Mitarbeiter des Monats“. Weselsky klagte gegen die Nutzung seines Bildes. Das Oberlandesgericht Dresden wies die Klage des Gewerkschaftsführers 2018 ab.
2017 erntete das Unternehmen Kritik für eine Werbung, die in ähnlicher Form bereits 2001 genutzt wurde. Ein Werbe-Video zeigte in Bikinis bekleidete Frauen am Strand und eine Stimme kommentierte „Schlimm, wenn sich junge Menschen im Urlaub wegen eines teuren Mietwagens nichts zum Anziehen leisten können. Sixt sagt: ‚Pfui!‘ Mehr Anstand durch günstige Mietwagen.“
2018 waren unter anderem der ehemalige Verfassungsschutz-Präsident, Hans-Georg Maaßen, und CDU-Politiker Friedrich Merz Teil der Sixt-Werbung. Nach dem Wechsel von Maaßen ins Bundesinnenministerium warb der Autoverleiher mit einem Bild Maaßens begleitet von dem Spruch: „Auch bei Sixt: Beförderung auf Knopfdruck.“ Merz war Teil einer Werbung, nachdem er sich trotz seines Millionengehalts zur Mittelschicht zählte. Links war Merz zu sehen mit dem Spruch „Mit 1.000.000 €/Jahr noch Mittelklasse.“, rechts sah man einen Audi mit dem Spruch „Mit 99 €/Tag schon Oberklasse“.
Anfang 2020 berichteten Medien über das Aufgreifen des Rückzugs von Annegret Kramp-Karrenbauer vom Parteivorsitz der CDU in einer Sixt-Werbung. In der Anzeige ist ein Bild von Annegret Kramp-Karrenbauer mit einem Sixt Carsharing-Fahrzeug zu sehen. Darunter steht geschrieben "Man muss ja nicht gleich gehen". Laut der Fachzeitschrift Horizont sind für Sixt politische Krisen „willkommene Anlässe, um eines seiner berüchtigten Social-Media-Motive abzusetzen“. Wenige Tage später adaptierte Sixt die Werbung und ersetzte das Bild von Annegret Kramp-Karrenbauer durch eines von Jürgen Klinsmann, nachdem dieser als Trainer von Hertha BSC zurückgetreten war.

### Flughafenwerbung
Für seine Werbung an Flughäfen hat Sixt zahlreiche Preise erhalten. 2004 begrüßte eine Giraffen-Installation mit dem Spruch „Haben Sie auch so einen Hals auf teure Autos?“ Besucher am Flughafen Düsseldorf. 2011 wurden am Düsseldorfer Flughafen Fluggastbrücken mit einem Pinocchio-Motiv gezeigt. Dabei nutzte das Unternehmen die ausfahrenden Brücken zur Verlängerung der Nase des Pinocchio begleitet mit „Es gibt günstigere Autovermieter als Sixt“. Im Jahr 2014 kroch eine überdimensionale Schnecke mit dem Hinweis „Achtung Schleichwerbung. Sixt ist günstig!“ durch den Flughafen. 2018 „schrumpfte“ Sixt am Flughafen München vorbeigehende Passanten durch eine spezielle Spiegelinstallation, die die Passanten kleiner erscheinen ließen. Dies wurde begleitet mit dem Spruch „Kleiner sind nur unsere Mietpreise.“

## Kritik

### Verurteilung durch den Bundesgerichtshof
1999 verurteilte der Bundesgerichtshof in einem Grundsatzurteil Sixt wegen unzulässiger Preisbindung ihrer Franchisenehmer zu Schadenersatz. Sixt hatte den selbstständigen Franchisepartnern die Preise faktisch vorgeschrieben, indem sie in das deutschlandweite Reservierungssystem eingebunden wurden und bei abweichender Preisgestaltung den Mietauftrag zurückgeben mussten. Dies ist eine nach dem deutschen Kartellrecht unzulässige Preisbindung der zweiten Hand, die der BGH untersagte.

### Paradise Papers
Im November 2017 wird Sixt in den Veröffentlichungen der Paradise Papers aufgelistet.

### Verhinderung eines Betriebsrates
Als 2021 in Düsseldorf ein Betriebsrat gegründet werden sollte, kam es zu fristlosen Kündigungen oder es wurden Aufhebungsverträge mit einer Abfindung von 10.000 Euro angeboten. Das Angebot wurde später zurückgezogen und da es eine „massive Störung des Betriebsfriedens zu eigennützigen, rechtswidrigen Zwecken“ gegeben hätte, ein Schadenersatz von 1.506 EUR gefordert. Wegen der Behinderung der Betriebsratsgründung will Verdi-Gewerkschaftssekretär Özay Tarim einen Strafantrag gegen Sixt stellen.
Ähnliche Vorwürfe wurden 2024 in einem anderen Fall erneut geäußert.